# 오른주의 캉통
프랑스 오른주에는 총 21개의 캉통이 속해 있다. 2015년 3월 행정구역 총개편으로 인해 현재는 다음과 같이 설치되어 있다.
- 레글
- 알랑송 1
- 알랑송 2
- 아르장탕 1
- 아르장탕 2
- 아티드로른
- 바뇰드로른
- 브르통셀
- 세통
- 다미니
- 동프롱
- 라페르테마세
- 플레르 1
- 플레르 2
- 마니르데제르
- 모르타뉴오페르슈
- 라동
- 레
- 세
- 투루브르
- 비무티에